# Dòng thời gian của bầu cử tổng thống Hoa Kỳ 2024
Đây là dòng thời gian của các sự kiện chính dẫn đến, trong và sau cuộc bầu cử tổng thống Hoa Kỳ 2024. Đây là cuộc bầu cử tổng thống đầu tiên được tiến hành với dữ liệu dân số từ cuộc thống kê dân số Hoa Kỳ năm 2020. Ngoài các ngày được quy định bởi luật liên bang có liên quan như Hiến pháp Hoa Kỳ và Đạo luật Kiểm phiếu bầu cử, một số cột mốc đã liên tục được quan sát kể từ khi thông qua kết luận của Ủy ban McGovern–Fraser năm 1971.

## 2020
- 7 tháng 11: Joe Biden được tuyên bố là người chiến thắng trong cuộc bầu cử tổng thống năm 2020 theo dự đoán chung của các hãng thông tấn lớn, đánh bại Tổng thống đương nhiệm Donald Trump.[1]

## 2021
- 6 tháng 1: Bạo loạn tại Điện Capitol Hoa Kỳ 2021: Những người ủng hộ Trump tấn công và xông vào Tòa nhà Capitol nhằm ngăn chặn việc kiểm phiếu đại cử tri.
- 13 tháng 1: Tổng thống Trump bị luận tội lần thứ hai liên quan đến các sự kiện diễn ra vào tuần trước đó.
- 20 tháng 1: Joe Biden nhậm chức tổng thống thứ 46 của Hoa Kỳ, cùng với Kamala Harris làm phó tổng thống thứ 49.
- 26 tháng 6: Trump bắt đầu một loạt các cuộc mít tinh theo phong cách vận động tranh cử.[2]
- 20 tháng 11: Tổng thống Biden và một số phụ tá của ông thông báo với một số đồng minh rằng ông có kế hoạch tái tranh cử vào năm 2024.[3]

## 2022
- 19 tháng 1: Tổng thống Biden cam kết sẽ giữ Phó Tổng thống Kamala Harris làm ứng cử viên phó tổng thống của mình vào năm 2024.[4]
- 15 tháng 11: Cựu tổng thống Donald Trump tuyên bố ứng cử tại một cuộc mít tinh trước khu nghỉ dưỡng Mar-a-Lago của ông ở Palm Beach, Florida.[5][6]

## 2023
- 25 tháng 4: Tổng thống đảng Dân chủ đương nhiệm Joe Biden tuyên bố tái tranh cử vào năm 2024.[7]
- 9 tháng 11: Nhà hoạt động Jill Stein, người được Đảng Xanh đề cử vào năm 2012 và 2016, tuyên bố tranh cử tổng thống.[8]

## 2024

### Tháng 7 năm 2024
- 21 tháng 7:
  - Biden tuyên bố rút lui khỏi cuộc đua, đòi hỏi phải bắt đầu một "quy trình chuyển giao khẩn cấp" cho đề cử của đảng Dân chủ.[9]
  - Phó Tổng thống Kamala Harris tuyên bố ứng cử tổng thống.[10]

### Tháng 11 năm 2024
Tất cả thời điểm được liệt kê theo Múi giờ miền Đông.
- 5 tháng 11: Ngày bầu cử. Các điểm bỏ phiếu trên khắp Hoa Kỳ mở cửa cho cử tri đi bỏ phiếu. Tổng cộng, khoảng 156 triệu người Mỹ đã bỏ phiếu, qua thư hoặc trực tiếp, ít hơn một chút so với 158 triệu người vào năm 2020.
  - 12:07 SA: Các điểm bỏ phiếu lúc nửa đêm tại New Hampshire đóng cửa. Các cử tri ở Dixville Notch đã bỏ phiếu 3-3 cho Harris và Trump.[11]
  - 06:00 CH: Các điểm bỏ phiếu đóng cửa ở nhiều vùng của Kentucky và Indiana ở Múi giờ miền Đông.[12][13]
  - 07:00 CH: Các điểm bỏ phiếu đóng cửa ở:[13]
    - Nhiều vùng của Florida ở Múi giờ miền Đông.[12]
    - Nhiều vùng của Indiana ở Múi giờ miền Trung.
    - Một số vùng của New Hampshire.
    - Toàn bộ Georgia,[12] South Carolina, Virginia,[12] và Vermont.

  - 07:07 CH: Tiểu bang đầu tiên được gọi là Indiana, theo tên Donald Trump, theo sau là Vermont theo tên Kamala Harris và Kentucky theo tên Donald Trump.[14][15][16]
  - 07:30 CH: Các điểm bỏ phiếu đóng cửa ở North Carolina, Ohio, và West Virginia.[12][13]
  - 08:00 CH: Các điểm bỏ phiếu đóng cửa ở:[13]
    - Nhiều vùng của Florida,[12] Kansas, North Dakota, South Dakota, và Texas ở Múi giờ miền Trung.
    - Nhiều vùng của Michigan ở Múi giờ miền Đông.[12]
    - Toàn bộ Alabama, Connecticut, Delaware, Illinois, Maine, Maryland, Massachusetts, Mississippi, Missouri, New Hampshire, New Jersey, Oklahoma, Pennsylvania, Rhode Island, Tennessee, và Washington, D.C.

  - 08:30 CH: Các điểm bỏ phiếu đóng cửa ở Arkansas.[12][13]
  - 09:00 CH: Các điểm bỏ phiếu đóng cửa ở:
    - Nhiều vùng của Kansas, North Dakota, South Dakota, và Texas ở Múi giờ miền núi.
    - Nhiều vùng của Michigan ở Múi giờ miền Trung.[12]
    - Toàn bộ Arizona, Colorado, Iowa, Louisiana, Minnesota, Nebraska, New Mexico, New York,[12] Wisconsin,[12] và Wyoming.

  - 10:00 CH: Các điểm bỏ phiếu đóng cửa ở:[13]
    - Nhiều vùng của Idaho và Oregon ở Múi giờ miền núi.
    - Toàn bộ Montana, Nevada, và Utah.[12]

  - 11:00 CH: Các điểm bỏ phiếu đóng cửa ở:[13]
    - Nhiều vùng của Idaho và Oregon ở Múi giờ Thái Bình Dương.
    - Toàn bộ California[12] và Washington.

  - 11:18 CH: Tiểu bang dao động đầu tiên được gọi tên, với North Carolina được gọi cho Donald Trump.[17]
- 6 tháng 11: Donald Trump và JD Vance thắng cử vào sáng sớm. Nguyên thủ hầu hết các quốc gia và tổ chức quốc tế gửi lời chúc mừng đến Donald Trump. Kamala Harris chính thức thừa nhận thất bại. Cuộc chuyển giao tổng thống thứ hai của Donald Trump bắt đầu.
  - 12:00 SA: Các điểm bỏ phiếu đóng cửa ở:[13]
    - Toàn bộ Hawaii.
    - Nhiều vùng của Alaska ở Múi giờ Alaska.[12]

  - 12:58 SA: Tiểu bang dao động tiếp theo được gọi tên là Georgia, được gọi cho Donald Trump.[18]
  - 01:00 SA: Các điểm bỏ phiếu đóng cửa ở toàn bộ Alaska.[13]
  - 02:24 SA: Pennsylvania là tiểu bang dao động tiếp theo được gọi tên, được gọi cho Donald Trump.[19]
  - 03:08 SA: Volodymyr Zelenskyy chúc mừng Donald Trump đã giành chiến thắng trong cuộc bầu cử.[20]
  - 03:21 SA: Keir Starmer đưa ra tuyên bố chúc mừng Donald Trump.[21]
  - 05:34 SA: Wisconsin là tiểu bang dao động tiếp theo được gọi tên, được gọi cho Donald Trump.[19]
  - 05:34 SA: Associated Press tuyên bố Donald Trump thắng cử.[22]
  - 01:54 CH: Michigan là tiểu bang dao động tiếp theo được gọi tên cho Donald Trump.[19]
  - 04:20 CH: Kamala Harris phát biểu thừa nhận thất bại tại Đại học Howard.[23]
- 7 tháng 11: Vladimir Putin, Tổng thống Nga, chúc mừng Donald Trump.[24]
- 26 tháng 11: Trump dự kiến sẽ bị kết án trong phiên tòa xét xử tiền bịt miệng ở New York.[25]

### Tháng 12 năm 2024
- 11 tháng 12: (ít nhất sáu ngày trước thứ Ba đầu tiên sau thứ Tư thứ hai trong tháng 12): thời hạn "nơi trú ẩn an toàn" theo Đạo luật Kiểm phiếu Đại cử tri, trong đó các tiểu bang phải giải quyết cuối cùng mọi tranh cãi về việc lựa chọn cử tri của họ trong Đại cử tri đoàn.[26]
- 17 tháng 12: (thứ Ba sau thứ Tư thứ hai trong tháng 12): Các cử tri họp tại thủ phủ tiểu bang tương ứng của họ và Quận Columbia để chính thức bỏ phiếu bầu tổng thống và phó tổng thống.[27] Số lượng tiểu bang cấm đại cử tri bất tín có thể thay đổi. Vào năm 2020, 33 tiểu bang và Washington, D.C. đã ban hành luật như vậy.[28]

## 2025
- 6 tháng 1: Phiếu đại cử tri được chính thức kiểm trước phiên họp chung của Quốc hội; chủ tịch Thượng viện chính thức công bố kết quả bầu cử.
- 20 tháng 1: Ngày nhậm chức.

## Dòng thời gian tham gia của ứng viên
Thông báo về ứng cử viên và ngày rút ứng cử, nếu có, như sau:
| Đảng chính trị | Đảng chính trị                      |
| -------------- | ----------------------------------- |
|                | Đảng Dân chủ                        |
|                | Đảng Cộng hòa                       |
|                | Đảng Tự do                          |
|                | Đảng Xanh                           |
|                | Đảng Hiến pháp                      |
|                | Đảng Xã hội chủ nghĩa và Giải phóng |
|                | Đảng Đoàn kết Hoa Kỳ                |
|                | Đảng Nhân dân                       |
|                | Ứng viên độc lập                    |
|                | Ủy ban thăm dò                      |
| Sự kiện        |                                     |
|                | Bầu cử giữa kỳ                      |
|                | Họp kín Iowa                        |
|                | Siêu thứ ba                         |
|                | Tranh luận lần đầu                  |
|                | Tranh luận lần hai                  |
|                | Đại hội Đảng Cộng hòa               |
|                | Đại hội Đảng Dân chủ                |
|                | Ngày bầu cử                         |
|                | Ngày nhậm chức                      |